# 4426 Roerich
A 4426 Roerich (ideiglenes jelöléssel 1969 TB6) a Naprendszer kisbolygóövében található aszteroida. Ljudmila Ivanovna Csernih fedezte fel 1969. október 15-én.